# 銅管
銅管（どうかん）とは、銅を材料として製造された非鉄金属管である。

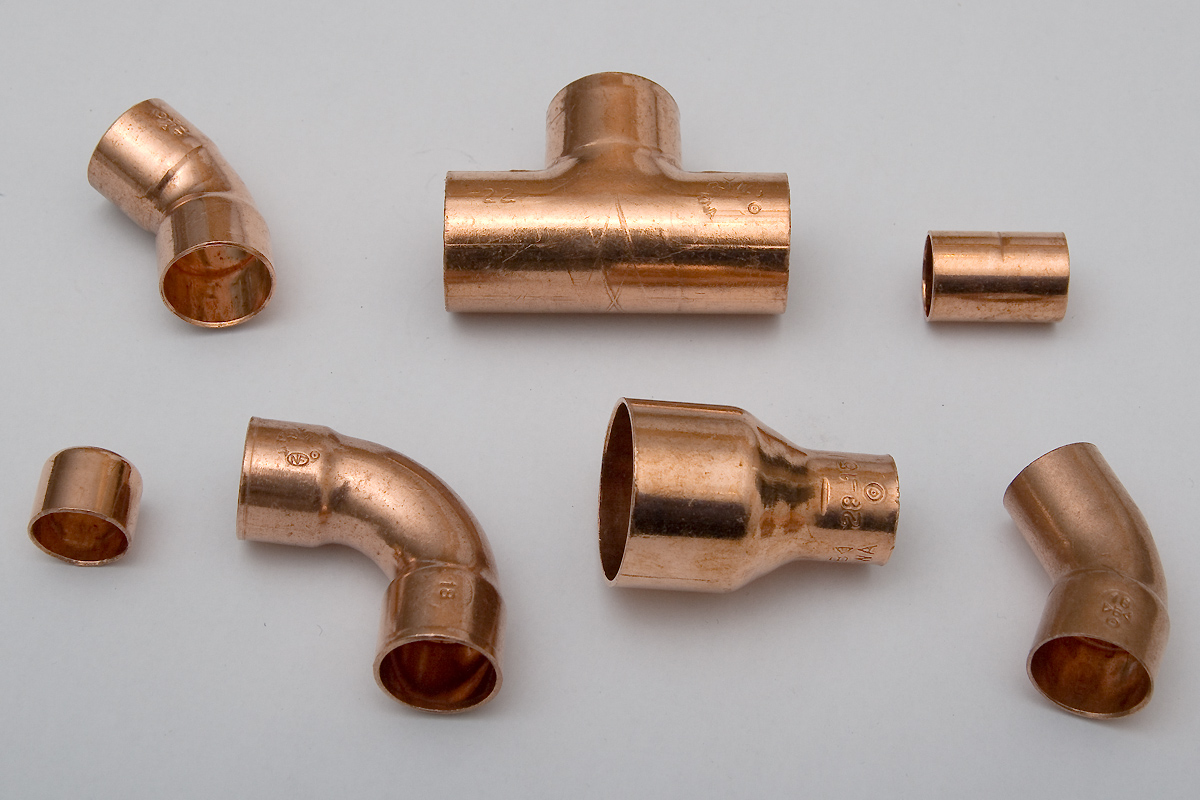
銅管の継手

耐食性が良く、温水や水に対して腐食や錆の発生はほとんどなくコンクリートや土壌に対する耐食性も良いことから空気管・冷媒などの配管工事、電気工事などに使用される。
軟質と硬質、なまし銅管、外部に保護用の被服を施したものなどがあり、状況に合わせ使い分けが必要である。

## 長所
- 拡張力が大きい
- 軽量
- 可とう性が高く、加工しやすい。
- 住宅用などに使われる銅管は安価。ステンレス管よりも安価でコストが低い。
- 水道管の場合水質による影響が少ないことから再生水や中水道、工業用水道等を使用する場合、水質による腐食を防げる。

## 短所
- 純度の高い銅は高価である。